# Нурадилов, Ханпаша Нурадилович
Ханпаша Нурадилович Нурадилов (чечен. Нурадилан-кӏант Нурадилов Ханпа́ша; 6 июля 1924 года (1920 года), село Ярыксу-Аух, Дагестанская АССР, РСФСР — 12 сентября 1942 года, Серафимович, Сталинградская область, РСФСР, СССР) — пулемётчик, командир пулемётного взвода, Герой Советского Союза, участник Великой Отечественной войны. Уничтожил более 920 немецких солдат, 7 пулемётных расчётов, взял в плен 12 солдат противника. Четырежды представлялся к званию Героя Советского Союза. Считается самым результативным советским пулемётчиком Великой Отечественной войны.

## Биография

### Детство
Родился в 1924 году в селении Ярыксу-Аух (в источниках ошибочно место рождения указывается Минай-Тугай) Хасавюртовского района Дагестанской АССР.
Чеченец, представитель тайпа чентий.
Он был третьим ребёнком в ауховской крестьянской семье Нурадила и Гизару. В 1926 году умер отец семейства Нурадил, а в 1927 году — мать Гизару. Мальчики остались круглыми сиротами. В 1930 году братья Хункарпаша, Мухтарпаша и Ханпаша перебрались из селения Ярыксу-Аух в соседнее селение Минай-Тугай к родственникам.

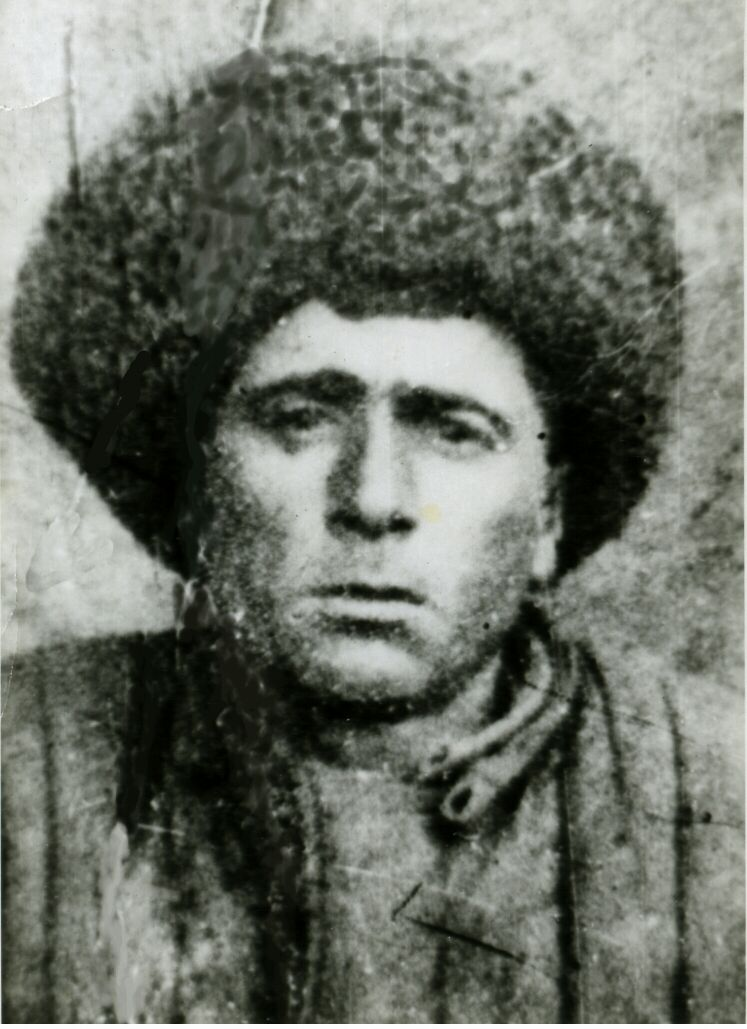
Хункарпаша Нурадилов, старший брат Ханпаши.

В том же году старший брат Ханпаши, Хункарпаша, ушёл в Хасавюрт и пытался начать самостоятельную жизнь, понимая, что родственникам, у которых они проживают, и так нелегко. Между тем Ханпаша пошёл в начальную школу селения Минай-Тугай.
Другой брат Ханпаши, Мухтарпаша пошёл учиться на курсы бригадиров в село Юрт-Аух (ныне с. Калининаул). Некоторое время спустя Мухтарпаша устроил брата Ханпашу в школу-интернат в селений Акташ-Аух (ныне с. Ленинаул) чтобы он находился как можно ближе к нему. В 1936 году братья Мухтарпаша и Ханпаша переселились на нефтеперегонную базу нефтепровода Грозный — Махачкала Хасавюртовского района на трассе Баку-Ростов (впоследствии ДУП Новолакское РТП), братьям была выделена комнатка в общежитии нефтекачки. Старший из братьев, Мухтарпаша, работал на нефтебазе. Малолетний брат Ханпаша стал ухаживать за скотом и лошадьми.

### Служба
В 1938 году Мухтарпашу призвали в Рабоче-крестьянскую Красную Армию. Не понимая, что делать с малолетним Ханпашой, он, по совету работников нефтебазы, принёс из Минай-Тугайского сельсовета справку о Ханпаше, добавив 2 года к его возрасту. Так, 14-летний Ханпаша (по справке — 16-летний) начал работать сначала маслёнщиком, а затем — помощником машиниста на базе.
Мухтарпаша Нурадилов участвовал в советско-финской зимней кампании 1939—1940 годов, получил тяжёлое ранение, провёл несколько месяцев в госпиталях страны и был демобилизован осенью 1940 года.
Ханпаша, видя пример своего старшего брата, также рвался в ряды РККА, но он ещё не достиг призывного возраста, из-за чего ему несколько раз отказывали. И всё же, после неоднократных «походов» в военный комиссариат города Хасавюрт, он добился своего — 23 октября 1940 года его направили в 34-й кавалерийский полк 3-й Бессарабской кавалерийской дивизии имени Г. И. Котовского, где определили на должность ездового пулемётного расчёта. С первых дней Великой Отечественной войны 34-й кавалерийский полк оказался в зоне боевых действий. С самого начала Ханпаша Нурадилов показал себя решительным, смелым и находчивым солдатом. Боевое крещение получил в боях на Украине, за Днепром.
Во время Великой Отечественной войны служил командиром пулемётного взвода 5-й гвардейской кавалерийской дивизии. В первом бою у села Захаровка (Украина) Нурадилов, оставшись один из своего расчёта, будучи раненым, остановил наступление немецких войск, уничтожив из своего пулемёта 120 военнослужащих вермахта и 7 взял в плен. В январе 1942 года при атаке у села Толстого Нурадилов со своим пулемётом выдвинулся вперёд, расчищая путь пехоте. В этом бою он истребил 50 немцев и подавил 4 пулемёта противника. За этот подвиг был награждён орденом Красной Звезды и ему было присвоено звание сержанта. В феврале 1942 года во время боёв за населённый пункт Щигры (Курская область) расчёт Нурадилова был выведен из строя. Раненый в руку, он остался за пулемётом и уничтожил до 200 немцев. Весной 1942 года после одного из боёв при наступлении на село Байрак командир эскадрона лично насчитал 300 немецких солдат, сражённых пулемётом Нурадилова. За этот подвиг Ханпаша был награждён орденом Красного Знамени.

### Последний бой
В ходе Сталинградской битвы в сентябре 1942 во время боёв в районе города Серафимович Сталинградской области Нурадилов командовал пулемётным взводом. Тяжело раненый, он не оставил поле боя, уничтожив 250 немцев и 2 пулемёта. Погиб в этом бою 12 сентября 1942 года.
Последний бой Ханпаша принял на высоте 220 на левом берегу реки Дон, на подступах к Сталинграду. 12 сентября 1942 года на высоте разгорелся страшный бой. Немцы бросили на позиции советских солдат большое количество танков. Пулемёт Ханпаши Нурадилова стрелял не переставая, отсекая от танков немецкую пехоту. Внезапно раздался сильный взрыв, разрыв от танкового снаряда опрокинул и пулемёт, и сержанта Ханпашу.
21 октября 1942 года во фронтовой газете «Красная Армия» вышел материал, посвящённый Нурадилову. В газете говорилось:
Доблестный рыцарь нашей Отчизны. Бессмертный герой Кавказа, сын солнца, орёл орлов, пулемётчик-комсомолец Ханпаша Нурадилов… Из своего пулемёта Нурадилов уничтожил 920 немцев, захватил 7 вражеских пулемётов и 12 фашистов взял в плен.
Похоронен на площади в центре станицы Букановская Кумылженского района Волгоградской области.
Указом Президиума Верховного Совета СССР «О присвоении звания Героя Советского Союза начальствующему и рядовому составу Красной Армии» от 17 апреля 1943 года за «образцовое выполнение боевых заданий командования на фронте борьбы с немецкими захватчиками и проявленные при этом отвагу и геройство» удостоен посмертно звания Героя Советского Союза. В наградном листе была указана неверная национальность — азербайджанец.

## Награды

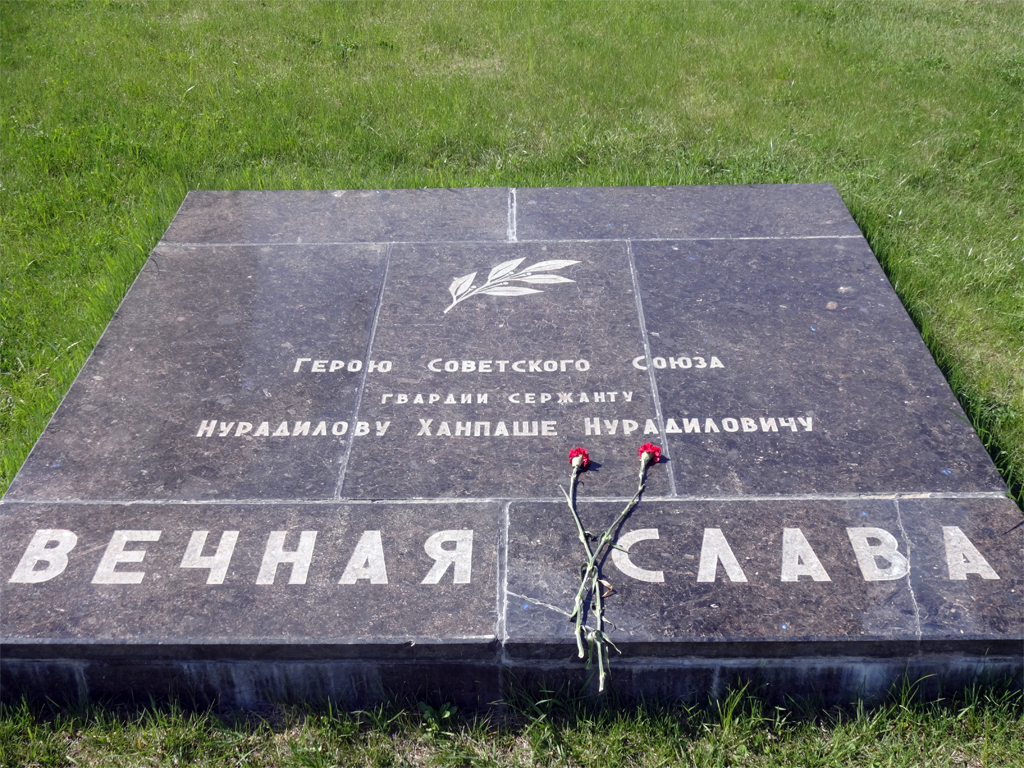
Мемориальная плита Х. Н. Нурадилова на Мамаевом кургане в Волгограде

- Герой Советского Союза (17 апреля 1943 года, посмертно).
- Орден Ленина (1943, посмертно).
- Орден Красного Знамени (1942).
- Орден Красной Звезды (1942).

### Передача наград
В 2017 году государственные награды Героя Советского Союза Ханпаши Нурадилова были переданы на постоянное хранение в Мемориальный комплекс Славы имени Ахмата Кадырова.
На постоянное хранение были переданы:
1. Медаль «Золотая Звезда» с книжкой Героя Советского Союза;
2. Орден Ленина с удостоверением;
3. Орден Красной Звезды с удостоверением.

На торжественной церемонии, посвященной передаче государственных наград приняли участие, члены Правительства и Парламента Чечни, министерств и ведомств, общественных организаций Чечни, а также многочисленных родственников Ханпаши Нурадилова приехавших из исторической родины Ханпаши — Аух.
Министр культуры Чечни Хож-Бауди Дааев передал награды племяннику Героя Советского Союза — Асрудий Нурадилову, тот свою очередь их передал в Фонд музея Мемориального комплекса Славы им. Ахмата-Хаджи Кадырова.

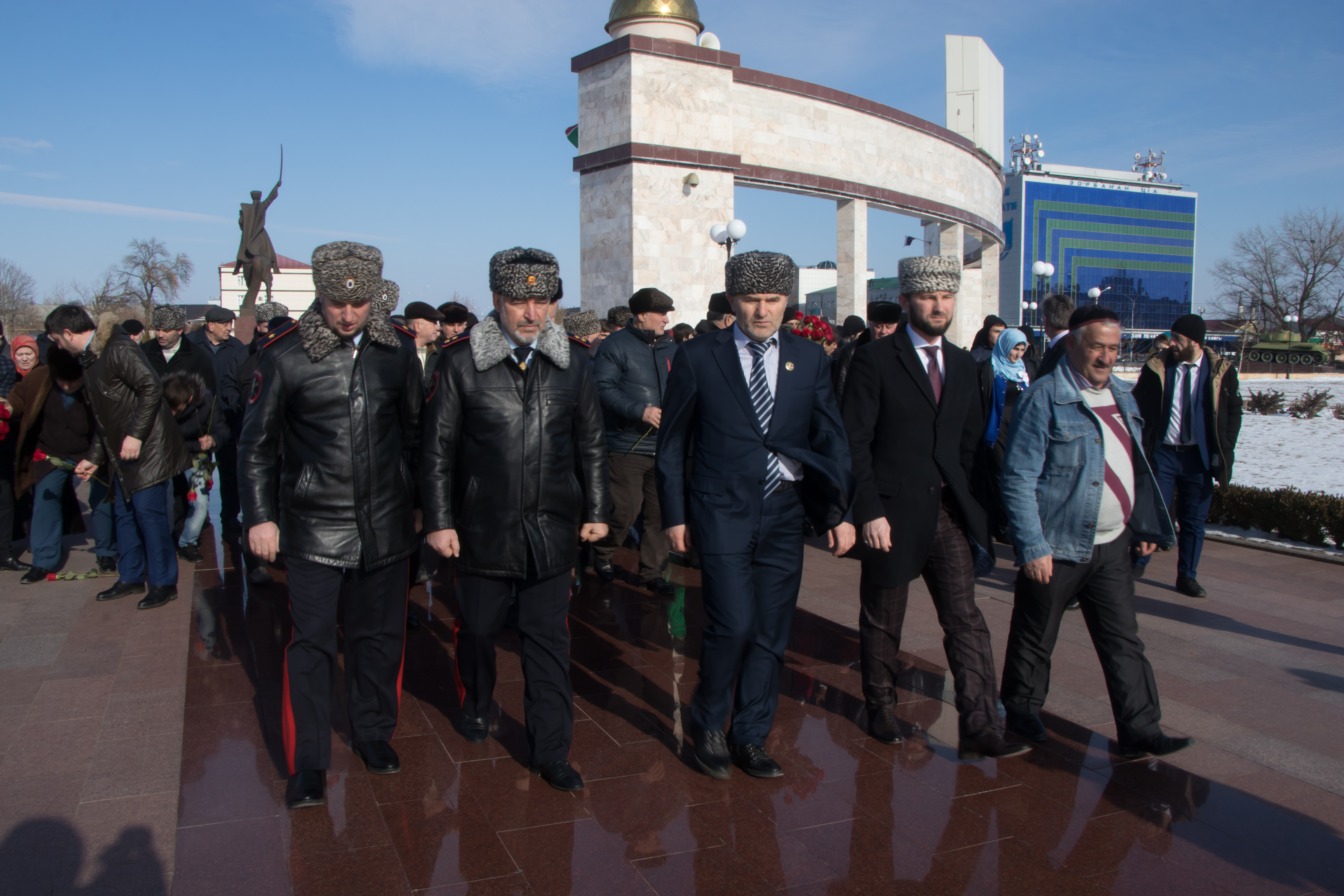
На торжественной церемонии, посвященной передаче государственных наград Ханпаши Нурадилова
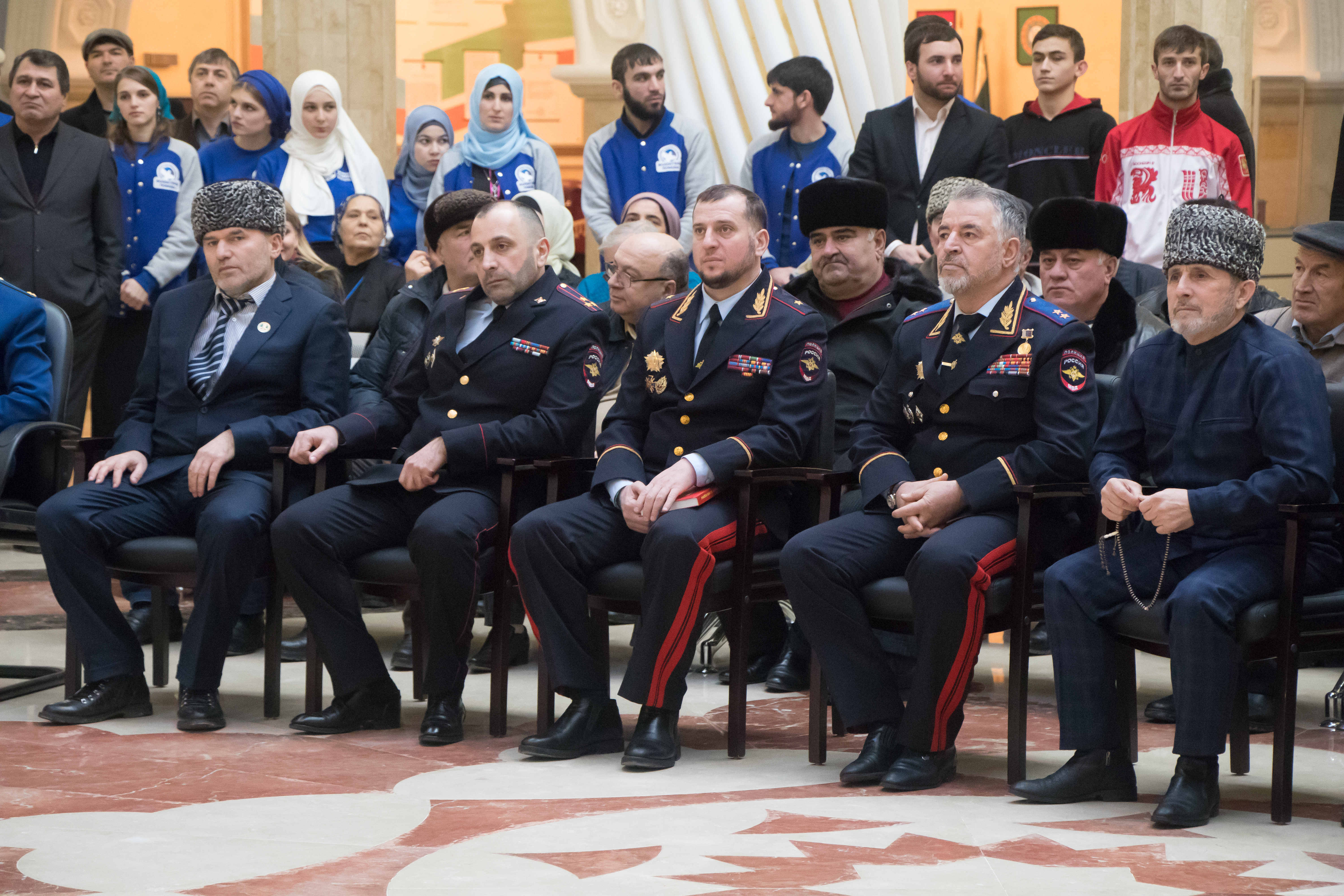
На торжественной церемонии, посвященной передаче государственных наград Ханпаши Нурадилова
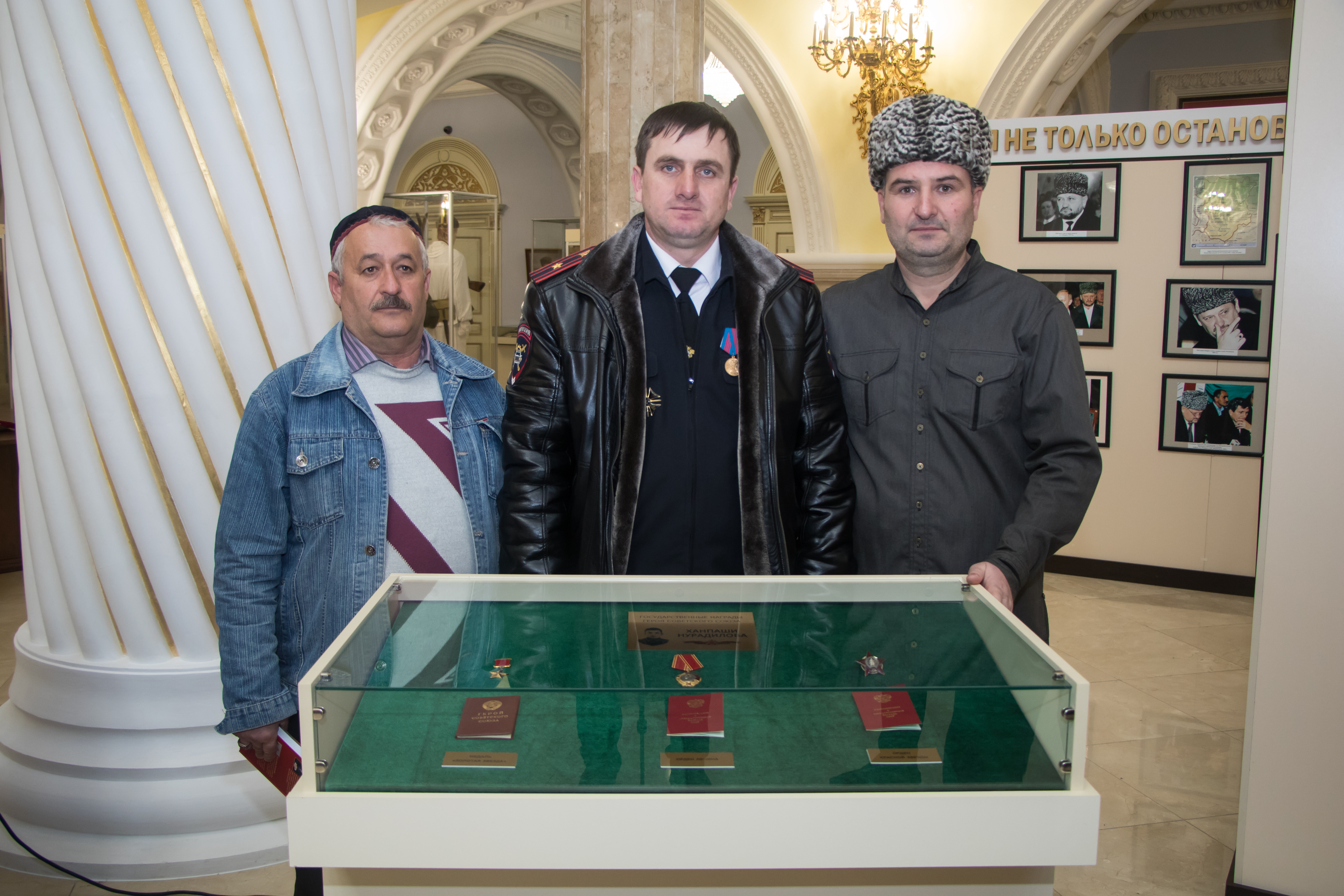
На торжественной церемонии, посвященной передаче государственных наград Ханпаши Нурадилова
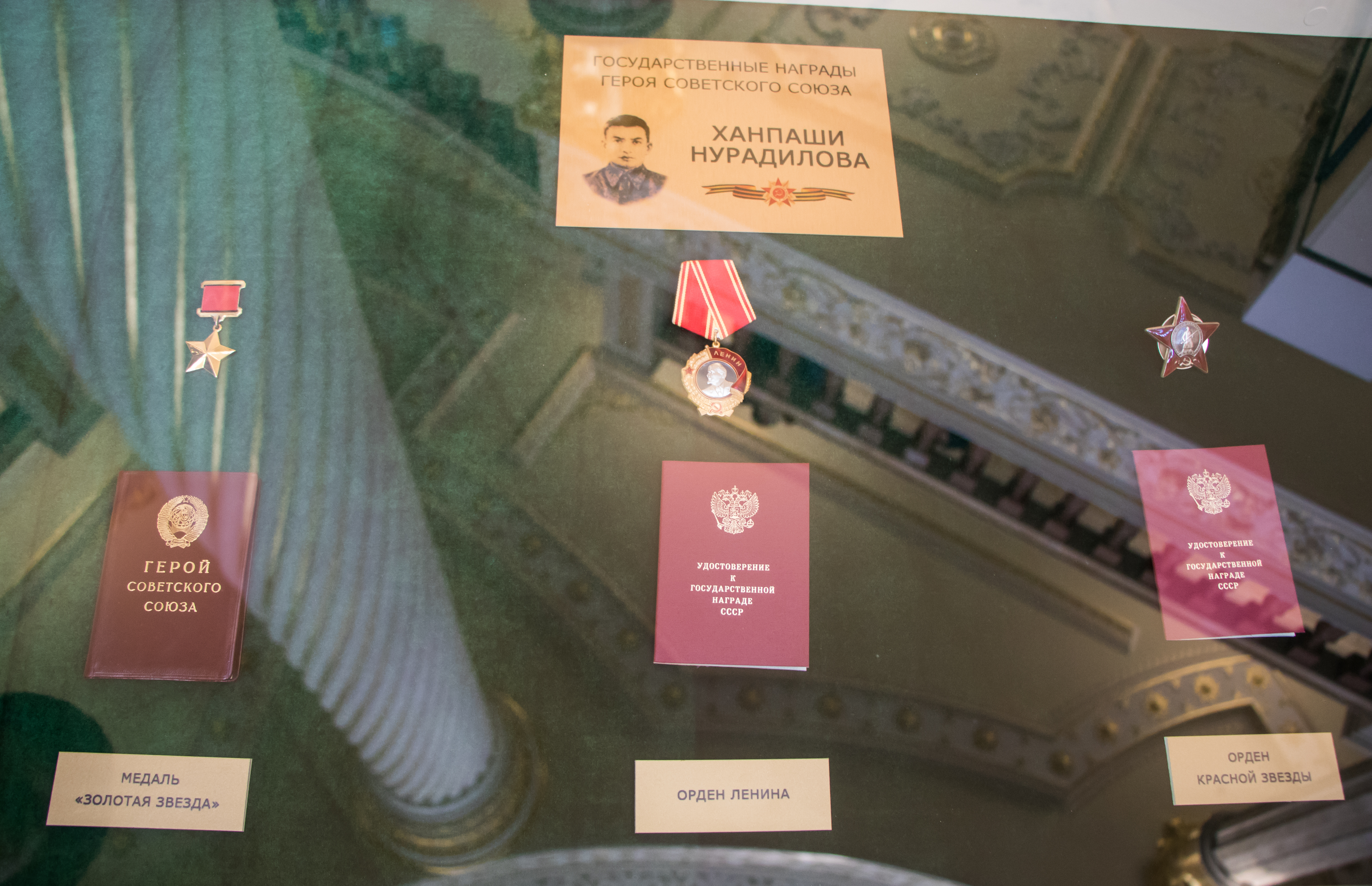
Награды Ханпаши Нурадилова

## Память

Памятник на могиле Х. Нурадилова в Букановской

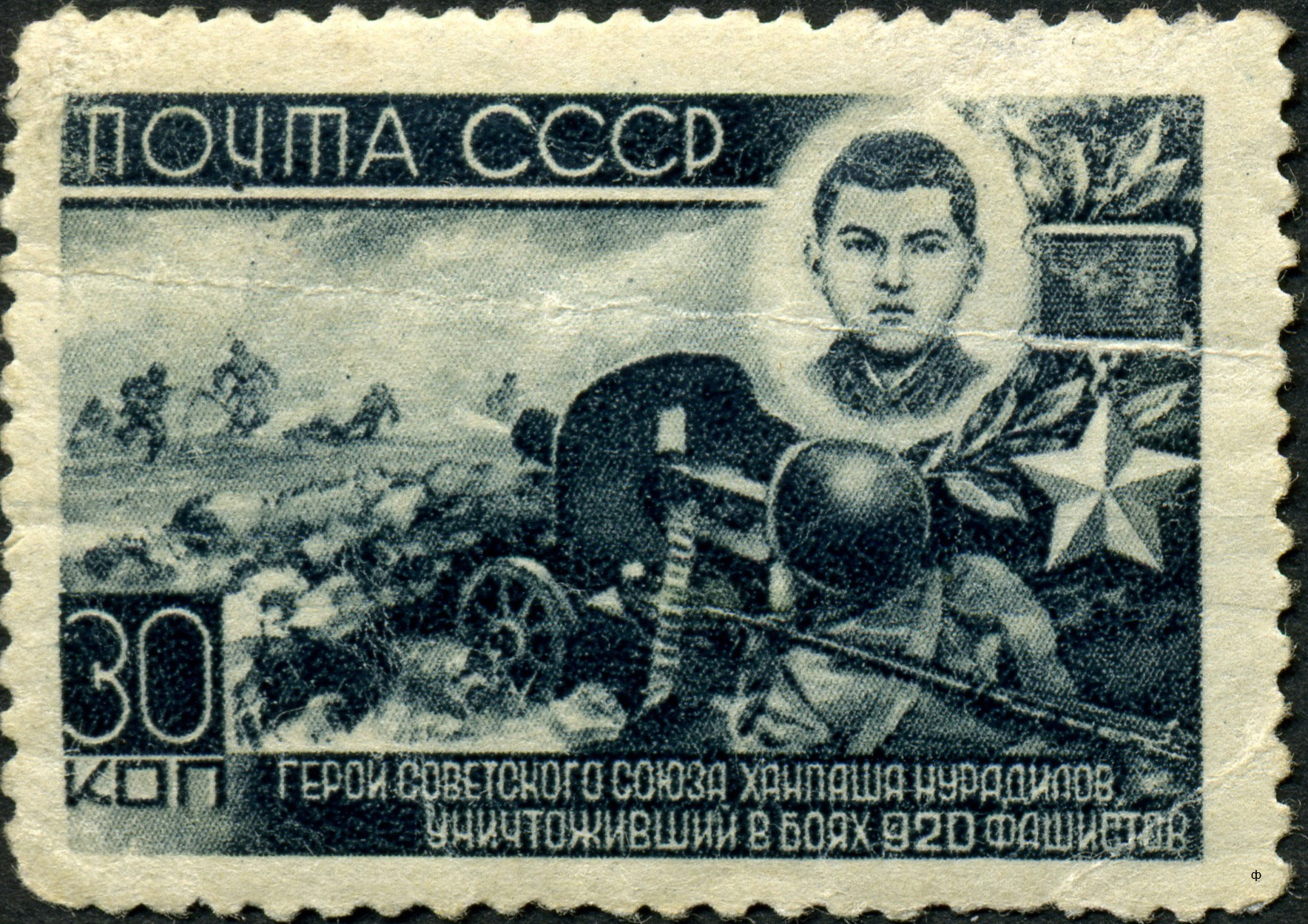
Почтовая марка, посвящённая Х. Нурадилову (СССР, 1944 год,)

Памятник Ханпаше Нурадилову в Грозном.

- Имя Героя Советского Союза Ханпаши Нурадилова присвоено учреждениям культуры и образования, предприятиям и улицам в городах и селах Чечни и Дагестана[3].
- В посёлке Старая Сунжа г. Грозного на территории бывшей колонии для несовершеннолетних установлен первый памятник Ханпаше Нурадилову.
- В мемориальном комплексе на Мамаевом Кургане есть мемориальная плита Ханпаши Нурадилова.
- В апреле 2008 года в селении Гамиях Новолакского района Дагестана был торжественно открыт памятник Х. Нурадилову.
- В целях увековечения памяти Ханпаши Нурадилова в 2015 году в Хасавюрте создан «Региональный общественный фонд имени Героя Советского Союза Ханпаши Нурадилова»[18].
- Памятник на могиле Ханпаши Нурадилова в станице Букановская, установленный чеченской диаспорой Волгоградской области[19].
- В 1942 году именем Ханпаши Нурадилова назван Чеченский драматический театр.
- В 1944 году в СССР была выпущена почтовая марка, посвящённая Х. Нурадилову  (ЦФА [АО «Марка»] #923; Sc #947).
- В 1955 и 1987 годах в СССР были выпущены два почтовых конверта, посвящённые Ханпаше Нурадилову.
- В 1964 году Указом Президиума ВС РСФСР село Дауд-Отар переименовано в Нурадилово[20] в честь Ханпаши Нурадилова.
- В поздравительной речи ветеранам в 2007 году президент Чеченской Республики Рамзан Кадыров напомнил о Нурадилове, отметив, что «подвиг участников Великой Отечественной войны — вечный пример силы духа и дружбы народов — вдохновляет на достижение высоких целей: укрепление могущества нашей Родины — Российской Федерации»[21].
- Его именем названы улицы в городах и сёлах Дагестана: Махачкале, Хасавюрте, Адильотар, Ленинаул Муцалаул, Солнечное и др.
- Именем Нурадилова названы улицы в городах и сёлах Чечни: Грозном, Гудермесе, Ачхой-Мартане, Балансу, Старых Атагах и др.
- В честь Ханпаши названы улицы в городах: Волгограде[22], Малгобеке, Пседахе и других городах.
- 9 мая 2018 года в центре Грозного был открыт памятник Ханпаше Нурадилову. Памятник отлит из бронзы, имеет высоту 2,6 метра и установлен на гранитном основании[23][24][6].

### В культуре
- Ханпаша Нурадилов изображён на панораме «Сталинградская битва»[25].
- Евгений Долматовский написал «Песню о Ханпаше Нурадилове» на мотив песни «Крутится, вертится шар голубой»[26][27]:

Крутится, вертится, бьёт пулемёт,
Крутится, вертится, песню поёт.
Лёг Нурадилов с «Максимом» своим.
Немцев безжалостно косит «Максим».
- Поэт Николай Сергеев посвятил Ханпаше Нурадилову поэму «Солнце в крови»[28].
- Поэт Магомет Сулаев в 1943 году написал поэму «Солнце победит», посвящённую Нурадилову[29].
- Ханпаше Нурадилову посвящена пьеса Абдул-Хамида Хамидова «Лийрбоцурш» (чечен. «Бессмертные»). В 1967 году на республиканском конкурсе художественных произведений эта пьеса, поставленная Чеченским драматическим театром, была отмечена второй премией и дипломом I степени Министерства культуры РСФСР.

#### Фильмы
- В 1986 году на киностудии «Азербайджанфильм» был снят художественный фильм «В семнадцать мальчишеских лет», повествующий о героизме Ханпаши Нурадилова.
- При поддержке Министерства культуры Российской Федерации в начале 2018 года начались съёмки фильма о Ханпаше Нурадилове «Высота 220». Режиссёр — Леонид Пляскин, места съёмок — Чечня и Санкт-Петербург. В прокат фильм вышел в 2019 году[30].